# Olulis lactigutta
Olulis lactigutta är en fjärilsart som beskrevs av George Francis Hampson 1907. Olulis lactigutta ingår i släktet Olulis och familjen nattflyn. Inga underarter finns listade i Catalogue of Life.